# Административное деление Донецкой губернии на 27 ноября 1922 года

## Донецкая губерния. 27 ноября 1922 года
Делилась на уезды и волости
- общее число уездов — 8
- в списках волостей на эту дату могут быть неточности
- центр губернии — город Бахмут
- упразднены:

1. Дебальцевский уезд (части вошли в Луганский, Бахмутский, Юзовский и Тагганрогский уезды)

- список уездов:

1. Бахмутский
2. Луганский
3. Мариупольский
4. Славянский
5. Старобельский
6. Таганрогский
7. Шахтинский
8. Юзовский

### Бахмутский уезд
- Центр уезда — Бахмут
- вновь образованы (или вошли в состав):

1. Байракская волость (из Дебальцевского уезда)
2. Железнянская волость (из Дебальцевского уезда)
3. Зайцевская волость (из Дебальцевского уезда)
4. Еленовская волость (из Дебальцевского уезда)
5. Корсунская волость (из Дебальцевского уезда)
6. Ольховатская волость (из Дебальцевского уезда)
7. Скотоватская волость (из Дебальцевского уезда)

- Список волостей:

1. Архангельская
2. Бахмутская
3. Боровая
4. Боровенская
5. Верхнянская
6. Голубовско-Михайловская
7. Горско-Ивановская
8. Гришинская
9. Гродовская
10. Звановская
11. Камышевахская
12. Кременская (Кременная)
13. Криворожская
14. Лисичанская
15. Луганская
16. Муратовская
17. Нижнянская
18. Николаевская
19. Ново-Экономическая
20. Покровская
21. Сантуриновская
22. Святогорская
23. Селидовская
24. Селиновская (или Закотнянская)
25. Сергеевская
26. Терновская
27. Щербиновская

### Луганский уезд
- Центр уезда — город Луганск
- вновь образованы (или вошли в состав):

1. Боково-Платовская волость (из Дебальцевского уезда)
2. Ивановская волость (из Дебальцевского уезда)
3. Картушинская волость (из Дебальцевского уезда)
4. Краснокутская волость (из Дебальцевского уезда)
5. Краснолучская (Крындачёвская) волость (из Дебальцевского уезда)
6. Ново-Павловская волость (из Дебальцевского уезда)
7. Петрово-Красносельская волость (из Дебальцевского уезда)
8. Петропавловская волость (из Дебальцевского уезда)
9. Ребриковская волость (из Дебальцевского уезда)
10. Фащевская волость (из Дебальцевского уезда)
11. Хрустальская волость (из Дебальцевского уезда)
12. Чернухинская волость (из Дебальцевского уезда)
13. Штеровская волость (из Дебальцевского уезда)

- Список волостей:

1. Андрианопольская
2. Александровская
3. Анненская
4. Белянская (Беловская)
5. Боково-Платовская
6. Больше-Черниговская
7. Васильевская
8. Вергунская
9. Веселогорская
10. Георгиевская
11. Городищенская
12. Гундоровская
13. Давидо-Никольская
14. Еленовская
15. Желтянская
16. Ивановская
17. Иллирийская
18. Калиновская
19. Каменно-Бродская
20. Картушинская
21. Краснокутская
22. Краснолучская
23. Криничанско-Николаевская
24. Крымская
25. Лозово-Павловская
26. Луганская
27. Макаро-Яровская
28. Мало-Ивановская
29. Михайловская
30. Николаевская
31. Ново-Александровская
32. Ново-Павловская
33. Ново-Светловская
34. Ореховская
35. Первозвановская
36. Петрово-Красносельская
37. Петро-Голенищевская
38. Петропавловская 1-я
39. Петропавловская 2-я
40. Ребриковская
41. Сентяно-Николаевская (Сентяновская)
42. Славяносербская
43. Сокольницкая
44. Сорокинская
45. Старо-Айдарская
46. Трёхизбенская
47. Троицкая
48. Успенская
49. Фащевская
50. Хорошинская
51. Хрустальская
52. Церковенская
53. Черкасская
54. Чернухинская
55. Штеровская

### Мариупольский уезд
- Центр уезд — город Мариуполь
- Список волостей:

1. Александро-Невская
2. Анадольская
3. Апостоловская
4. Архангельская
5. Богославская
6. Дмитриевская
7. Затишненская
8. Захарьевская
9. Зеленопольская
10. Златоустовская
11. Игнатьевская
12. Каранская
13. Крестовская
14. Ласпинская
15. Мало-Янисольская
16. Мангушская
17. Портовская (Мариупольский Порт)
18. Никольская
19. Ново-Алексеевская
20. Ново-Игнатьевская
21. Ново-Каракубская
22. Ново-Каранская
23. Ново-Петриковская
24. Ново-Спасовская
25. Ново-Успенская
26. Павлопольская
27. Петропавловская
28. Покровская
29. Романовская
30. Сартанская
31. Святодуховская
32. Стретенская
33. Стародубская (Старо-Дубовская)
34. Старо-Крымская
35. Талаковская
36. Темрюкская
37. Урзуфская
38. Фёдоровская
39. Чердаклыцкая
40. Чермалыкская
41. Ялтинская

### Славянский уезд
- Центр уезда — город Славянск
- Список волостей:

1. Александровская
2. Белянская
3. Богородичанская
4. Боровенская
5. Гавриловская
6. Даниловская
7. Дружковская
8. Закотнянская
9. Золотоколодезная
10. Курульская
11. Лиманская
12. Михайловская
13. Некременская
14. Николаевская
15. Никольская
16. Прелестненская
17. Сергеевская
18. Славянская
19. Черкасская
20. Шандриголовская

### Старобельский уезд
- Центр уезда — город Старобельск
- Список волостей:

1. Александровская
2. Алексеевская
3. Бараниковская
4. Беловодская
5. Белокуракинская
6. Белолуцкая
7. Воеводская
8. Городищенская
9. Евсугская
10. Зориковская
11. Каменская
12. Колядовская
13. Кризская
14. Курячевская
15. Литвиновская
16. Марковская
17. Мостовская (Мостки)
18. Никольская
19. Ново-Айдарская
20. Ново-Астраханская
21. Ново-Белянская
22. Ново-Боровская
23. Ново-Россошанская
24. Осиновская
25. Павловская
26. Пантюхинская (Пантюхиновская)
27. Песчанская (Пески)
28. Просянская (Просяновская)
29. Старобельская
30. Стрельцовская
31. Танюшевская
32. Тимоновская
33. Штормовская
34. Шульгинская (Шульгиновская)

### Таганрогский уезд
- Центр уезда — город Таганрог
- вновь созданы (или вошли в состав):

1. Андреевская волость (из Дебальцевского уезда)
2. Грабовская волость (из Дебальцевского уезда)
3. Дмитриевская волость (из Дебальцевского уезда)
4. Есауловская волость (из Дебальцевского уезда)
5. Степановская волость (из Дебальцевского уезда)
6. Чистяковская волость (из Дебальцевского уезда)

- Список волостей:

1. Аграфеновская
2. Александровская
3. Алексеевская
4. Амвросиевская
5. Анастасиевская
6. Андреевская
7. Артёмовская
8. Белояровская
9. Бобриковская
10. Больше-Кирсановская
11. Больше-Крепинская
12. Большемешковская
13. Вареновская
14. Васильевская
15. Весело-Вознесенская (Веселовознесенская)
16. Генеральская (Генеральский Мост)
17. Голодаевская
18. Грабовская
19. Дмитриевская
20. Дьяковская
21. Екатерининская
22. Елизавето-Николаевская
23. Есауловская
24. Ефремовская
25. Каменно-Тузловская
26. Каршено-Анненская
27. Коньковская
28. Лакедемоновская
29. Латоновская
30. Лысогорская
31. Мало-Кирсановская
32. Мариновская
33. Матвеево-Курганская
34. Миллеровская
35. Милости-Куракинская
36. Мокро-Еланчикская
37. Мыс-Добронадеждинская
38. Николаевская
39. Ново-Николаевская
40. Носовская
41. Петровская
42. Покрово-Киреевская
43. Покровская
44. Преображенская
45. Ряженская
46. Сарматская
47. Советинская
48. Степановская
49. Троицкая
50. Успенская
51. Фёдоровская
52. Хрещатинская
53. Чистяковская

### Шахтинский уезд
- Центр уезда — Александро-Грушевск
- Список волостей:

1. Александровская
2. Астаховская
3. Больше-Фёдоровская
4. Бондаревская
5. Верхнее-Кундрюченская
6. Волчанская
7. Глубокинская
8. Голово-Калитвенская
9. Дарьевская
10. Екатерининская
11. Исаево-Крепинская
12. Калитвенская
13. Каменская
14. Карпово-Обрывская
15. Краснянская
16. Лиховская
17. Нагольно-Тарасовская
18. Павловская
19. Радионово-Несветайская
20. Ровенецкая
21. Сидоро-Кадамовская
22. Сулиновская (Сулинская)
23. Тарасовская
24. Успенская
25. Усть-Белокалитвенская
26. Шараповская

### Юзовский уезд
- Центр уезда — Юзовка
- вновь созданы (или вошли в состав):

1. Алексеево-Орловская волость (из Дебальцевского уезда)
2. Зуевская волость (из Дебальцевского уезда)
3. Троицко-Харцызская волость (из Дебальцевского уезда)
4. Ясиноватская волость (из Дебальцевского уезда)

- Список волостей:

1. Авдеевская
2. Александрийская
3. Алексеево-Орловская
4. Андреевская
5. Бешевская
6. Благодатовская
7. Богатырская
8. Богоявленская
9. Больше-Янисольская
10. Волновахская
11. Времьевская
12. Галициновская
13. Григорьевская
14. Грузско-Ломовская
15. Еленовская
16. Елизаветовская
17. Зуевская
18. Ивановская
19. Калино-Зеленопольская
20. Каракубская
21. Комарская
22. Константинопольская
23. Красногорская
24. Майорская
25. Макеевская
26. Марьинская
27. Ново-Михайловская (Михайловская)
28. Нижне-Крынская
29. Николаевская
30. Никольская
31. Ново-Андреевская
32. Ново-Троицкая
33. Ольгинская
34. Павловская
35. Петровская
36. Платоновская
37. Старо-Керменчикская
38. Старо-Михайловская
39. Степано-Крынская
40. Стыльская
41. Троицко-Харцызская
42. Улаклыцкая
43. Харцызская
44. Ясиноватская